# Чагарниковий собака
Чагарниковий собака (Speothos) — рід хижих ссавців із родини псових з ареалом у Центральній і Південній Америці. Рід містить 1 сучасний вид і 1 викопний. Незвично, що викопний вид був ідентифікований та названий до того, як було виявлено сучасний вид. Speothos pacivorus населяв Південну Америку (виявили на північному сході Бразилії) у пізньому плейстоцені й ранньому голоцені — приблизно від 300 000 до 11 000 ka. Speothos pacivorus можна відрізнити від живого виду за більшим розміром і відмінністю зубів.